# Merluccius gayi gayi
Merluccius gayi gayi is een ondersoort van de straalvinnige vissen uit de familie van de heken (Merlucciidae). De wetenschappelijke naam van de soort is voor het eerst geldig gepubliceerd in 1848 door Alphone Guichenot.